# ليزلي فان غيلدر
ليزلي فـان غيلدر (بالإنجليزية: Leslie Van Gelder)‏ هي عالمة الإنسان أمريكية، ولدت في 27 يناير 1969 في الولايات المتحدة.